# Вустер Сіті
ФК «Вустер Сіті» (англ. Worcester City Football Club) — англійський футбольний клуб з  міста Вустер, заснований у 1902 році. Виступає у Національній лізі Півночі. Домашні матчі приймає на стадіоні «Вікторія Граунд», потужністю 3 500 глядачів.